# Kolbachzahl
Die Kolbachzahl gibt das Verhältnis von löslichem Stickstoff im Bezug zur Gesamtstickstoffmenge in Braumalz an und charakterisiert damit den Eiweißlösungsgrad, d. h., sie gibt an, wie viel Prozent der hochmolekularen, unlöslichen Proteine beim Mälzen in eine niedermolekulare, lösliche Form überführt werden. 
Die Ermittlung der Kolbachzahl dient neben anderen Indikatoren der standardisierten Analyse der chemischen Verhältnisse in bzw. der Eigenschaften oder Qualität von Gerstenmalz.
Bei einer Kolbachzahl unter 35 % werden Malze als mäßig gelöst bezeichnet, von 35–41 % als gut und über 41 % als sehr gut gelöst. In regulärem Malz liegt die Kolbachzahl zwischen 38 und 42 %. 
Die Kolbachzahl ist nach dem ehemaligen Professor Paul Kolbach der Versuchs- und Lehranstalt für Brauerei in Berlin (Schaffenszeit zwischen den 1930er und 1960er Jahren) benannt.